# Lobethal
Pour l'endroit en Australie, voir Adelaide Hills#Historique.
Lobethal (ou Lobetal) est une localité du département de la Sanaga-Maritime et la région du Littoral au Cameroun. Elle est située dans l'estuaire de la Sanaga. Ce village fait aujourd'hui partie de Mouanko.

## Population
En 1964, Lobetal comptait 64 habitants, principalement Bakoko ou Yakalak.
Lors du recensement de 2005, 337 personnes y ont été dénombrées.

## Archéologie
Un site archéologique (fosse) a été découvert à Lobethal. Avec d'autres sites des environs, il suggère l’existence d’un rite funéraire original pratiqué au cours du Premier âge du fer.

## Histoire religieuse
La Mission de Bâle, protestante, était déjà présente dans le pays, mais l'essor de la mission catholique installée à Marienberg en 1890 semble avoir précipité les événements. L'année suivante, deux missionnaires, Schuler et Schkölziger, prospectent la région et, en 1892, fondent la station de Lobethal. En 1894 une école-internat pour garçons est fondée (Knabenanstalt), transformée plus tard en Mittelschule. Elle compte 80 élèves deux ans plus tard. Suggéré par une famille allemande ayant contribué au financement de la mission, le nom Lobenthal fait référence à la parole biblique « Am vierten Tage aber kamen sie zusammen im Lobetal ».